# St.-Martins-Kirche (Kelsterbach)

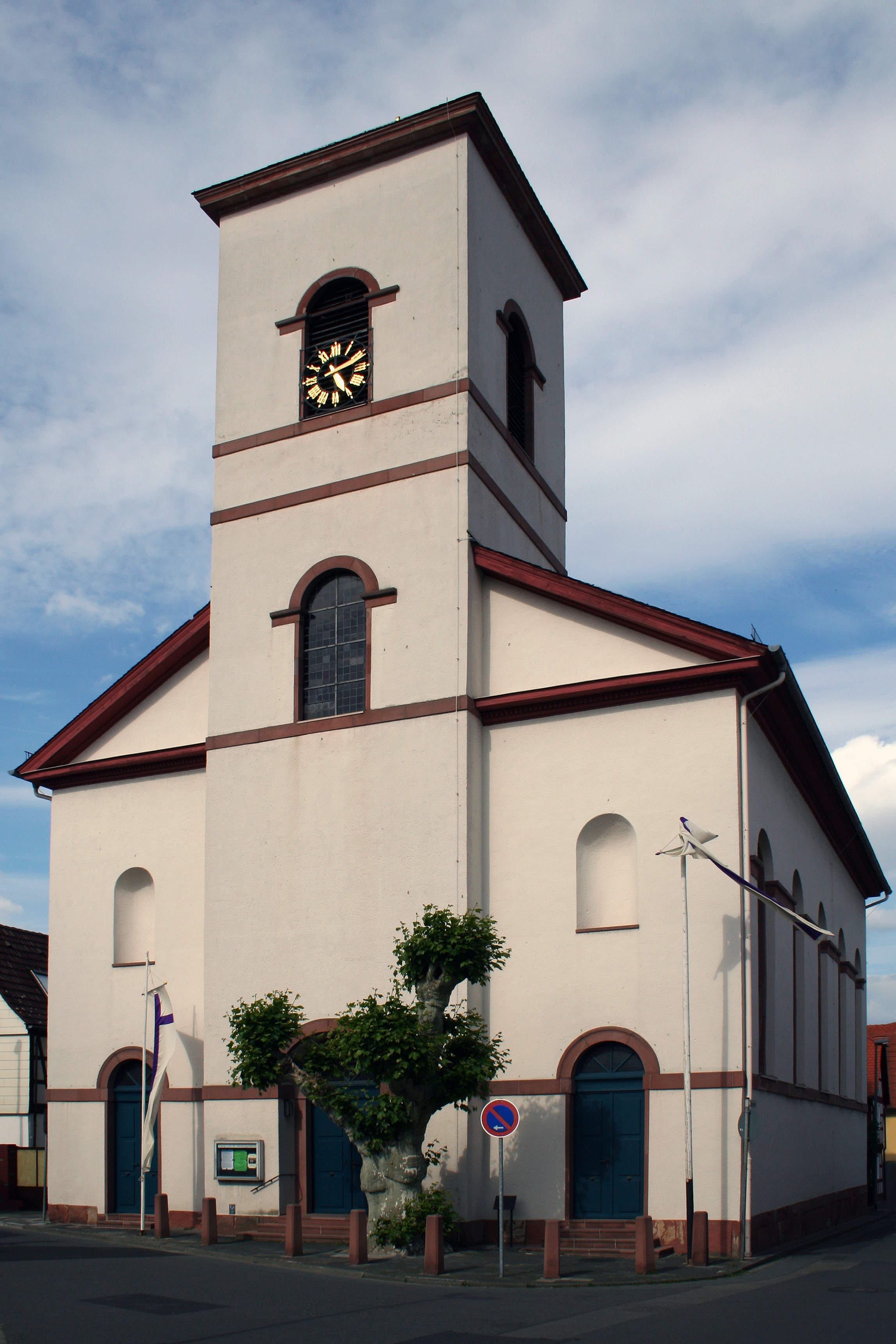
St.-Martins-Kirche

Die St.-Martins-Kirche ist eine evangelische Kirche in Kelsterbach und die älteste Kirche der Stadt. Der heutige Bau im klassizistischen Stil wurde im Jahr 1823 fertiggestellt. Die Kirchengemeinde gehört zum Dekanat Groß-Gerau-Rüsselsheim und liegt in der Propstei Rhein-Main der Evangelischen Kirche in Hessen und Nassau (EKHN).

## Beschreibung

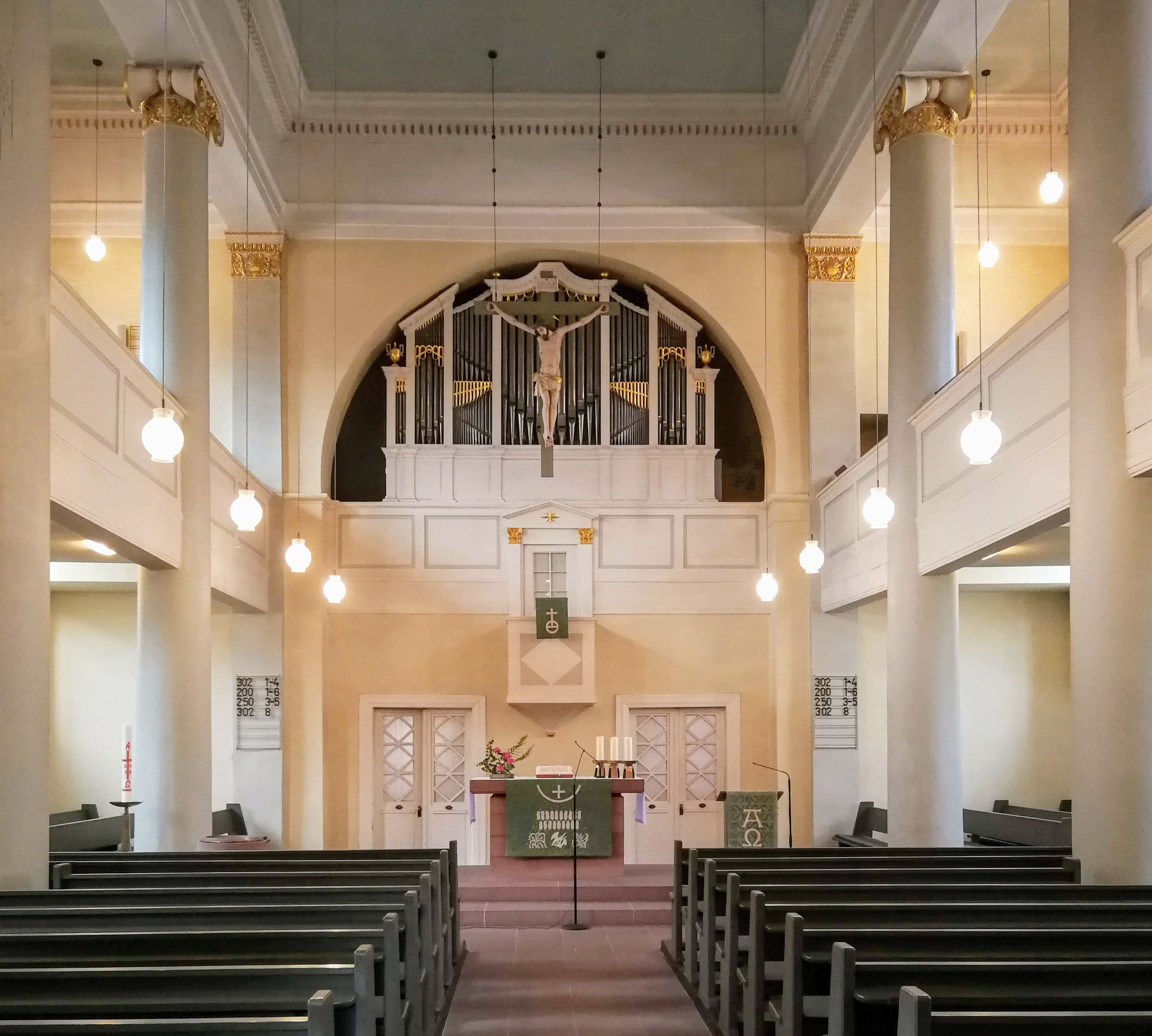
Innenraum

Die Anfänge der Martinsgemeinde reichen bis in die Zeit vor Karl dem Großen zurück. Damals wurde auf dem linken Mainufer im Feld zwischen Schwanheim und Kelsterbach eine kleine, dem heiligen Martin von Tours geweihte Kapelle errichtet, in der die Christen der Umgebung ihre Gottesdienste abhielten.
Ein erster Kirchenbau in Kelsterbach am Ort der heutigen Kirche ist erst nach der Reformation nachgewiesen. 1560 entstand eine kleine Holzkirche mit einem spitzen Dachreiter. Um 1800 erwies sie sich als zu klein und war zudem baufällig. An ihrer Stelle entstand bis 1823 der heute praktisch unveränderte klassizistische Bau.
Im Kirchenraum ist ein großes Kruzifix aus dem Frühbarock aufgestellt, die Fenster der Kirche wurden 1958 von der Kelsterbacher Künstlerin Marianne Scherer-Neufarth gestaltet. Die Orgel wurde 1970 von Förster & Nicolaus Orgelbau in das Gehäuse der Vorgängerorgel von Johann Hartmann Bernhard gebaut. Sie verfügt über 24 Register auf zwei Manualen und Pedal. Herz des Geläuts ist die um 1450 von Jakobus von Fulda gegossene Gloriosa. Sie kam erst nach Ende des Zweiten Weltkriegs nach Kelsterbach. Fünf weitere Glocken wurden 1951 und 1989 für den Turm der St.-Martins-Kirche angefertigt.